# Gold (Gabriel Ríos)
Gold is een nummer van de Belgische singer-songwriter Gabriel Ríos. Het was de eerste single van Gabriel's voorlopig laatste album This Marauder's Midnight. Het nummer werd goed onthaald in de Belgische hitlijsten door zo'n 24 weken in de Ultratop 50 (Vlaanderen) te staan. Het nummer stond ook vier weken op 1 in de Noorse officiële hitlijst. Het nummer werd eind 2014 genomineerd voor een Music Industry Award in de categorie Hit van het jaar, en wist deze na een live performance ook te winnen door een publiek voting. 

## Hitnoteringen
| Hitlijst                   | Datum van binnenkomst | Hoogste positie | Aantal weken |
| -------------------------- | --------------------- | --------------- | ------------ |
| Vlaamse Ultratop 50        | 02-11-2013            | 4               | 24           |
| Waalse Ultratop 50         | 07-12-2013            | 40              | 1            |
| Noorwegen                  | Week 39 van 2014      | 1               | 25           |
| Nederlandse Single Top 100 | 18 oktober 2014       | 61              | 17           |